# Jacob de Graeff
Jacob de Graeff, heer van Purmerland en Ilpendam (Amsterdam, 28 juni 1642 - aldaar, 21 april 1690) was een Amsterdamse regent uit de Gouden Eeuw.

## Familie
Hij was een lid van het Amsterdamse geslacht De Graeff dat, samen met het ermee verzwagerde geslacht Bicker, een halve eeuw lang het bestuur over de stad Amsterdam en over het gewest Holland in handen had, toen deze stad op het hoogtepunt van haar macht stond. Deze families steunden samen met Jacob de Witt de Vrede van Münster. In het rampjaar 1672 werd de machtige familie door Willem III van Oranje uit de regering verwijderd.

### Jeugd
De Graeff, zoon van Cornelis de Graeff en Catharina Hooft, studeerde rechten aan de Universiteit van Harderwijk en promoveerde aldaar in 1662. In 1652 werd hij samen met zijn vader, zijn moeder en zijn broer Pieter door Jan Victors uitgebeeld als de aartsvader Isaak en Rebekka. Zijn vader Cornelis was, evenals Johan Huydecoper van Maarsseveen, een van de krachten achter de bouw van een nieuw stadhuis op de Dam, dat in 1655 werd ingewijd. Jacob legde samen met Gerbrand Pancras, Sybrant Valckenier en Pieter Schaep de eerste steen. Ter herinnering aan deze gebeurtenis vervaardigde de zilversmid, Johannes Lutma, een zilveren troffel. Deze troffel bevindt zich thans in het Rijksmuseum. Joost van den Vondel schreef op deze eerstesteenlegging een gedicht met de titel Bouwzang.

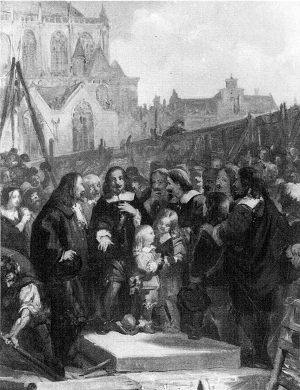
De eerstesteenlegging van het Amsterdamse stadhuis door De Graeff, Gerbrand Pancras, Sybrant Valckenier en Pieter Schaep, geschilderd door Barend Wijnveld Jr. (19e eeuw)

In 1660 werd zijn vader Cornelis samen met Gillis Valckenier voogd van Willem III van Oranje (diens vader stadhouder Willem II overleed in 1650), het kind van staat. Jacob speelde samen met zijn broer 'in het huis aan de dijk naar Soest' (het latere paleis Soestdijk) met de kleine Willem.
Jacobs moeder Catharina Hooft, die de Pauwen gantsch niet lustte, verzette zich met succes tegen zijn verloving met Anna Christina Pauw, waarbij zij zelfs de hulp inriep van raadpensionaris Johan de Witt om een huwelijk te verhinderen. Hij trouwde vervolgens in 1666 in Den Haag met Maria van der Does. Zij overleed drie maanden na het huwelijk, waarbij De Graeff kans had gezien, zo werd beweerd, om haar testament in die periode tweemaal te wijzigen, waardoor hij volgens Hans Bontemantel "vier tonnen gouds" erfde. In 1671 was Jacob, evenals zijn oudere broer Pieter en diens oom Andries, lid van de Amsterdamse vroedschap.

### Na het Rampjaar
Toen de Republiek in het rampjaar 1672 door Engeland en Frankrijk werd aangevallen, keerde de bevolking zich tegen Jacobs neef Johan de Witt en deze broer Cornelis. Na de moord op de gebroeders De Witt werd De Graeff als schepen van Amsterdam afgezet. De prins ontsloeg ook zijn broer Pieter, zijn oom Andries de Graeff en zijn zwager Lambert Reynst samen met negen andere Amsterdamse regenten.
In 1674 verkocht hij de hofstede Soestdijk met de omringende landerijen aan zijn jeugdvriend prins Willem III.

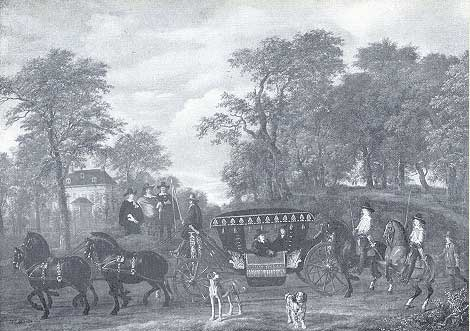
Cornelis de Graeff en hun aanverwante personen te Soestdijk. Het Landschap is aan Jacob van Ruisdael toegeschreven, en het portretten aan Thomas de Keyser, tussen 1656 en 1660, (National Gallery of Ireland).

In datzelfde jaar behoorde hij tot de 250 rijkste personen uit de Gouden Eeuw en werd hij voor een fiscaal vermogen van 130.000 gulden aangeslagen. De Graeff, "uit de regeering in 1672 geraakt, trachtte hij de gunst van den Stadhouder te winnen, toen deze zijn steun op den machtigen Valckenier voelde verzwakken. Met zijn neef Gerard Reynst zocht en vond hij als ritmeester een plaats onder de guardes te paard van den majoor Cabeljauw en maakte hij den slag van Seneffe en de verovering van Reibach bij Bonn in de jaren 1673 en 74 mede. Uit verschillende plaatsen schreef hij aan zijn broeder Pieter berichten van zijn wedervaren, welke ons zijn bewaard in 18 missiven, die Fruin in 1885 heeft gepubliceerd in Nijhoff's Bijdragen 3e R. II, 349".
In 1678 erfde Jacob de Graeff de vrije en hoge heerlijkheid van Purmerland en Ilpendam van zijn tante Maria Overlander.
Het Nieuw Nederlandsch biografisch woordenboek vermeldt dat "zijn pogingen om, zoowel in zijn eigen belang, maar vooral ook in dat van zijn broeder, bij den Stadhouder in de gunst te komen" zonder succes bleven. Jacob de Graeff overleed kinderloos in 1690.